# Benjamin Stanton

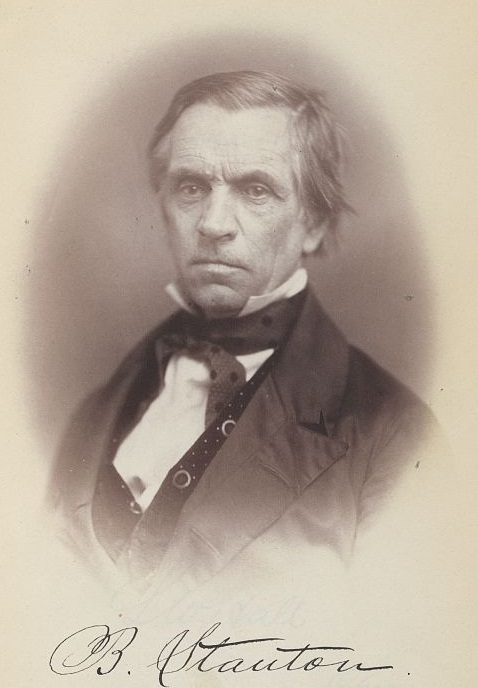
Benjamin Stanton

Benjamin Stanton (* 4. Juni 1809 in Mount Pleasant, Jefferson County, Ohio; † 2. Juni 1872 in Wheeling, West Virginia) war ein US-amerikanischer Politiker und Jurist.
Nach Beendigung seiner Schullaufbahn widmete sich Stanton dem Studium der Rechtswissenschaften, machte jedoch auch Erfahrungen im Schneiderhandwerk. 1834 wurde er in die Anwaltskammer aufgenommen, woraufhin er in Bellefontaine als Jurist zu praktizieren begann. Auch politisch engagierte sich Stanton: In den Jahren 1841 und 1843 saß er jeweils im Senat von Ohio. 1850 nahm er am Verfassungskonvent des Staates teil. Später wurde er als Mitglied der Whigs ins Repräsentantenhaus der Vereinigten Staaten gewählt, wo er zunächst vom 4. März 1851 bis zum 3. März 1853 verblieb. Am 4. März 1855 kehrte er für die Opposition Party in den Kongress zurück, dem er nach mehrfacher Wiederwahl bis zum 3. März 1861 angehörte; während dieser Zeit wechselte er zu den Republikanern. Im Kongress war er unter anderem Mitglied des Militärausschusses.
1862 konnte er sich in der Wahl zum Vizegouverneur von Ohio behaupten, zwei Jahre lang führte er dieses Amt aus. Ab 1865 wandte er sich wieder stärker den Rechtswissenschaften zu. Er zog nach Wheeling, wo er 1872 starb und auch beigesetzt wurde.